# آرثر صموئيل كيندال
آرثر صموئيل كيندال هو سياسي كندي، ولد في 25 مارس 1861، وتوفي في 18 يوليو 1944. حزبياً، نشط في الحزب الليبرالي الكندي والحزب الليبرالي في نوفا سكوشا ‏. وقد انتخب عضو مجلس العموم الكندي.